# 金光弥一兵衛
金光 弥一兵衛（かなみつ やいちひょうえ、1892年3月30日 - 1966年12月25日）は、日本の柔術家、柔道家（講道館9段・大日本武徳会柔道教士）。
柔術各派や大日本武徳会にて柔道を修行して明治神宮競技大会柔道競技優勝という実績を残す傍ら、大正期から昭和初期にかけ旧制第六高校において柔道を指導し弟子たちと共に膝十字固や三角絞を生み出すなど高専柔道の発展に大きく貢献し、寝技の大家としてその名を知られた。

## 経歴
岡山県岡山市の出身。かつて岡山藩では池田家が起倒流を、分家の天城池田家が竹内流を公式の柔術として採用し互いに技を競い合った関係で岡山の地には両流派が根付いており、金光は少年時代より起倒流を岸本重太郎に、竹内流を今井行太郎に学んだ。
岡山中学校（のちの県立岡山朝日高校）中退のち東京順天中学校（のちの順天高校）を経て、卒業後は大日本武徳会武道専門学校の前身となる武術教員養成所で永岡秀一や田畑昇太郎（両者共のち講道館10段）らに師事。
講道館への記録上の入門は1910年9月で48日後に初段を許されると、翌11年12月に2段、更に半年後の1912年5月には紅白試合で抜群の成績を収めて3段位に列せられており、この異例の昇段スピードからは金光が少年時代より学んだ柔術によって確実にその地力が培われていた事が窺える。
卒業後は遼東半島に渡って旅順の警察講習所教務に就いたが、程なく帰国して東京の帝国大学農科大学や第一高等学校（いずれものちの東京大学）の柔道教師となり、次いで広島高等師範学校（のちの広島大学）や附属中学、広島広陵中学校、県立商業学校にて柔道師範を務めた。この間、1916年1月に4段、1919年5月に5段を講道館から許され、1920年5月に大日本武徳会の柔道教士号を拝受している。
同年8月には郷里の岡山に戻り、当時岡山医科大学や旧制第六高校（いずれものちの岡山大学）、岡山県警察部にて後進の指導をしていた岡野好太郎が名古屋の旧制第八高校（のちの名古屋大学）に転出した後釜として、金光がこの任に当たる事となった。

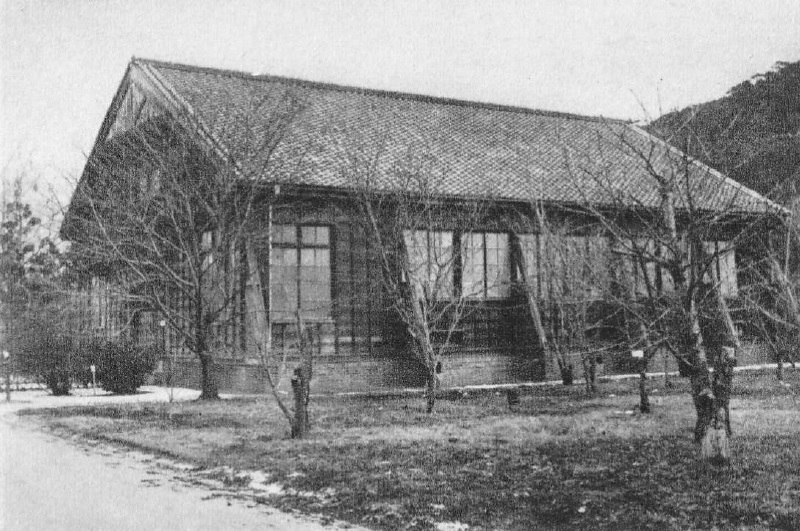
旧制六高柔道場（国登録有形文化財）からは多くの俊英を輩出した

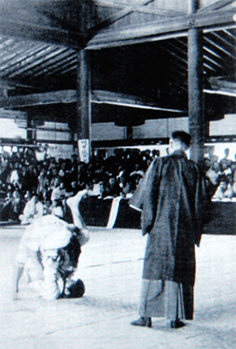
旧制松山高校との試合で三角絞を繰り出す旧制六高選手

当時の講道館柔道では立技が圧倒的に重要視されていた潮流にあって金光は起倒流の流れを汲む寝技を六高柔道部員達に叩き込み、この中から一宮勝三郎、桜田武、早川勝、山沢準三郎、佐々木吉備三郎らの逸材を輩出。
旧制第二高校（のちの東北大学）の師範を務めて旧制第一高校との対抗試合では二高を大勝に導き指導者して名を馳せた小田常胤と共に、いつしか寝技において“東の小田、西の金光”と称されるまでになっていった。
金光は師範に就任して間もない1921年7月の第8回全国高専大会において、同大会7連覇により勇名を轟かせ第8回大会では更に小田常胤をコーチに据えて「死んでも勝つ」と8連覇を意気込む旧制第四高校（のちの金沢大学）に対し、金光率いる六高は「美しく勝つ」をモットーに打倒四高を誓って大会に臨み、両校は大会の準決勝戦で激突する事となった。
事実上の決勝戦との下馬評で午後3時から始まったこの試合は、六高側が繰り出した新技の膝十字固（当時は“足の大逆”と呼ばれ、1926年の金光の自著『新式柔道』では“足挫十字固”と称している）を発端として半ば乱闘騒ぎとなり、この技の取り扱いを巡って協議のため数時間の中断があったほか、大将決戦では六高・早川昇初段と四高・里村楽三2段との試合が延長に次ぐ延長で1時間40分にも及んだため、準決勝試合が終わったのは日付が変わった深夜1時30分であった。
日本最長記録と言われるこの試合の結果は主審の磯貝一の裁定により引き分けとなり、大会規則に従って両校とも決勝進出は叶わず、もう一方の準決勝戦を勝ち上がっていた旧制五高（のちの熊本大学）が漁夫の利を得て不戦の優勝を飾っている。
| 段位 | 年月日         | 年齢 |
| ---- | -------------- | ---- |
| 入門 | 1910年9月5日   | 18歳 |
| 初段 | 1910年10月23日 | 18歳 |
| 2段  | 1911年12月15日 | 19歳 |
| 3段  | 1912年5月19日  | 20歳 |
| 4段  | 1916年1月9日   | 23歳 |
| 5段  | 1919年5月25日  | 27歳 |
| 6段  | 1926年12月15日 | 34歳 |
| 7段  | 1933年6月1日   | 41歳 |
| 8段  | 1937年12月22日 | 45歳 |
| 9段  | 1948年5月4日   | 56歳 |

また、金光の代名詞とも言える絞技の逸品・三角絞（当時は“松葉搦み”、“松葉固め”とも言った。小田常胤は“三角緘”と命名し、金光は1926年の自著で“松葉搦の絞”、“腕挫松葉固”と呼んでいる。）や腕挫三角固が生み出されたのもこの頃であった。
その起源については諸説あるが、早川勝ら当時神戸一中の数人の学生と六高の一宮勝三郎が、六高OBの高橋徳兵衛が用いた“挟み逆”という技をヒントに考案し、師範の金光らが研究・改良を重ねて実戦で使えるレベルに仕上げた、というのが定説となっている。
実際に1921年11月に武徳会兵庫支部主催の県下中学校柔道大会で神戸一中の主将・早川が、準決勝戦で県立商業中学の主将・足立を、決勝戦では御影師範学校の主将・沼田を立て続けにこの技で破って有効性を実証。その噂は遠く四国にも伝わり、のちには松山高校の岸川大事らがこの技に長じている。
1922年には早川勝が六高に入学し、直後7月の第9回全国高専大会で金光率いる六高は念願の初優勝を飾ると、以後1929年の第16回大会まで8連覇を成し遂げて黄金時代を築いた。
他校では三角絞に対する防御法（旧制第八高校の金津尚二が編み出したため“金津式防御法”と呼ばれた）が研究・開発されたりもしたが、六高の大山正省（のち香川県柔道連盟会長）や堀部道輔らが三角絞に更なる改良を重ねてこの技を完成させている。
金光は1923年に嘗ての恩師である岸本重太郎が興した玄武館を踏襲する形で玄武館中央道場（のち玄友会道場）を岡山市の内山下に設立し、県内各地に支部を置いて3万人にものぼる門人を育てた。出身者には大島耐二、大蝶美夫、野上智賀雄、西田亀など、後年に昭和天覧試合や全日本選士権大会で活躍する若者達がいた。
一方で1924年に明治神宮外苑道場で第1回明治神宮競技大会が開催されると金光は選手として壮年組に出場、決勝リーグ戦では山内一夫5段を送襟絞に、新免純武5段を横四方固に降した。続く優勝試合で東京高師師範の橋本正次郎5段と相見えると、「立って橋本、寝て金光」の下馬評で始まった試合は両者互いに譲らず規定時間の10分と延長戦10分を終えても決着はつかなかった。主審の永岡秀一が引き分けを宣せんとしたが、熱狂渦巻く観衆からの「続けてやるべし」「断じて引き分けるな」という怒号に押される形で試合は2度目の延長戦に突入。2度目の延長も時間一杯になろうとした時、金光の渾身の大内刈に不覚を取った橋本は横向きに倒れ込み、金光は続け様に上四方固に抑えて一本勝を収めた。この優勝により、身長160cm・体重75kgと決して大柄とは言えない体躯ながら金光は高専柔道の寝技の実力を講道館を中心とした当時の柔道界に示し、悠々の凱旋を果たしている。
金光は寝技を会得するメリットとして「寝技が強いと思い切った立技を掛ける事ができるが、反対に相手が寝技に優れていると、掛け損なった場合を案じて技が鈍る恐れがある」と述べている。
1926年、柔道の技術書『新式柔道』を出版。金光は同著で投技である横落、帯落、谷落、朽木倒、引込返、横分、山嵐について、理論に走り実際に適せぬ技または妙味に乏しい技だとして掲載を省略した旨を記載する。ただし1982年に講道館技名称が制定されると、これらの技は全て含まれた一方で、同著に載っていた投技のうち巻腰、抱込腰のように講道館技名称に含まれなかった技もある。

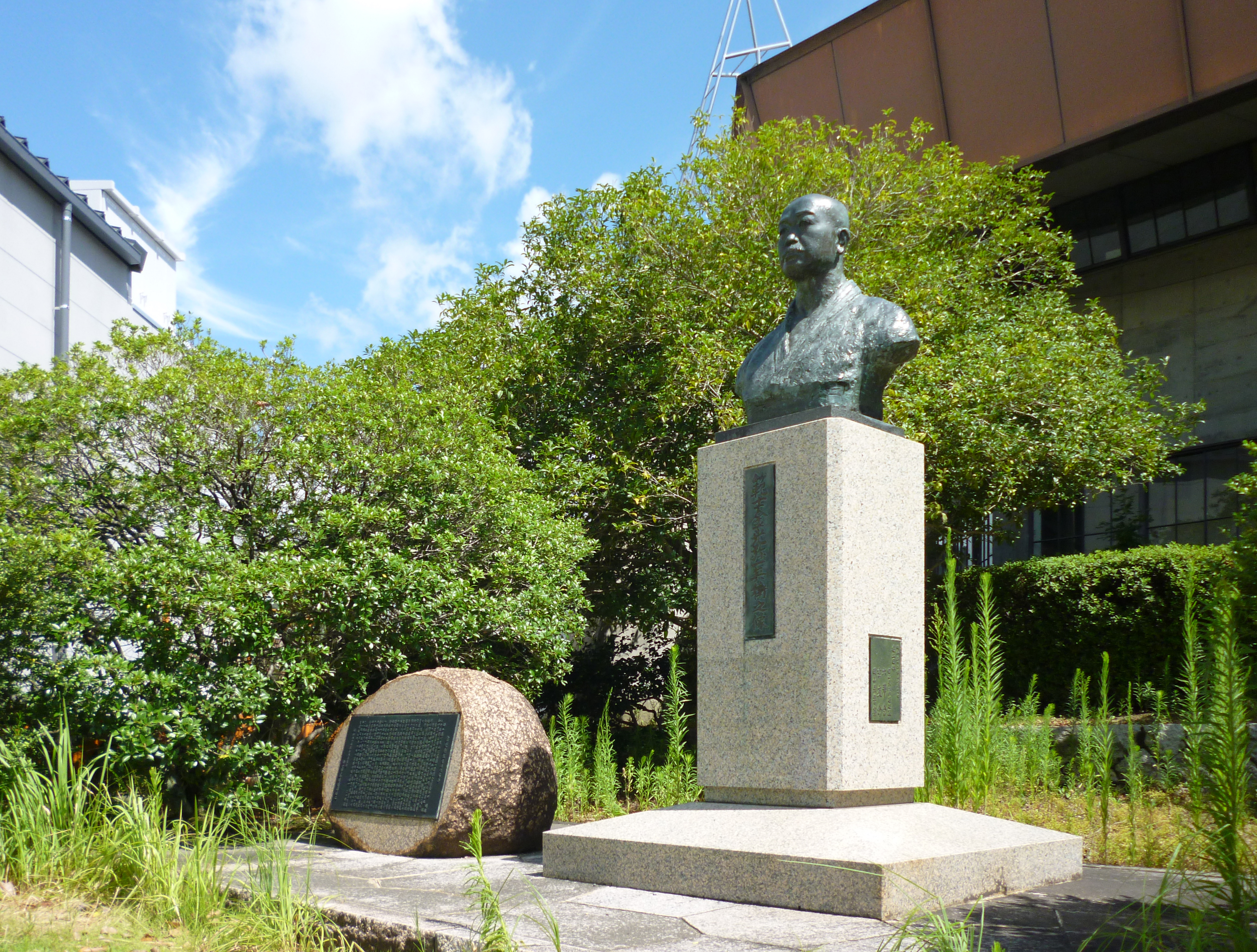
岡山県武道館前にある銅像とプレート

その後1940年6月に開催された紀元二千六百年奉祝天覧武道大会では特選演武に抜擢されて御前で模範乱取を行う光栄に浴し、戦後は1947年より岡山県技官として岡山県警察部（のち岡山県警察）の警察官および岡山刑務所の刑務官の育成を任ぜられ、倉敷レイヨン岡山工場の柔道講師も務めた。これら柔道界に対する永年の功績が認められて1948年5月には9段位を允許。私設道場の玄友会会長として後進の指導に汗を流す傍らで、公には全日本柔道連盟理事・評議員や中国柔道連盟審議員、岡山県柔道連盟会長といった要職を歴任し、また合間を見て『柔道の本義（1953年刊）』『岡山県柔道史（1958年刊）』等の著書も残した。
このように岡山県柔道界の重鎮として知られた金光であったが、講道館70周年の募金問題に絡んで弟子達の造反に遭い、また全日本柔道連盟の規定に反して玄友会独自の段位を発行していた事を通報されてこれが明るみに出ると、連盟の下した処分として金光の各連盟での役職は全て解任となり、徐々に柔道界で孤立してしまう事となった。
1966年に74歳で永眠。人生を柔道のために捧げた金光にとって晩年は思わぬ形で寂しいものになったが、それでも同年に勲五等双光旭日章を日本国政府より受章し、また没後10年以上を経た1978年に岡山県柔道連盟の有志らによって金光の功績を讃える銅像とプレートが岡山武道館に掲げられた事が救いであった。
柔道評論家のくろだたけしは雑誌『近代柔道』の特集の中で「その業績からいって当然10段になるべき人であったが、ならずに逝った事は柔道界のためにも惜しまれる」と述べている。